# 新田観光

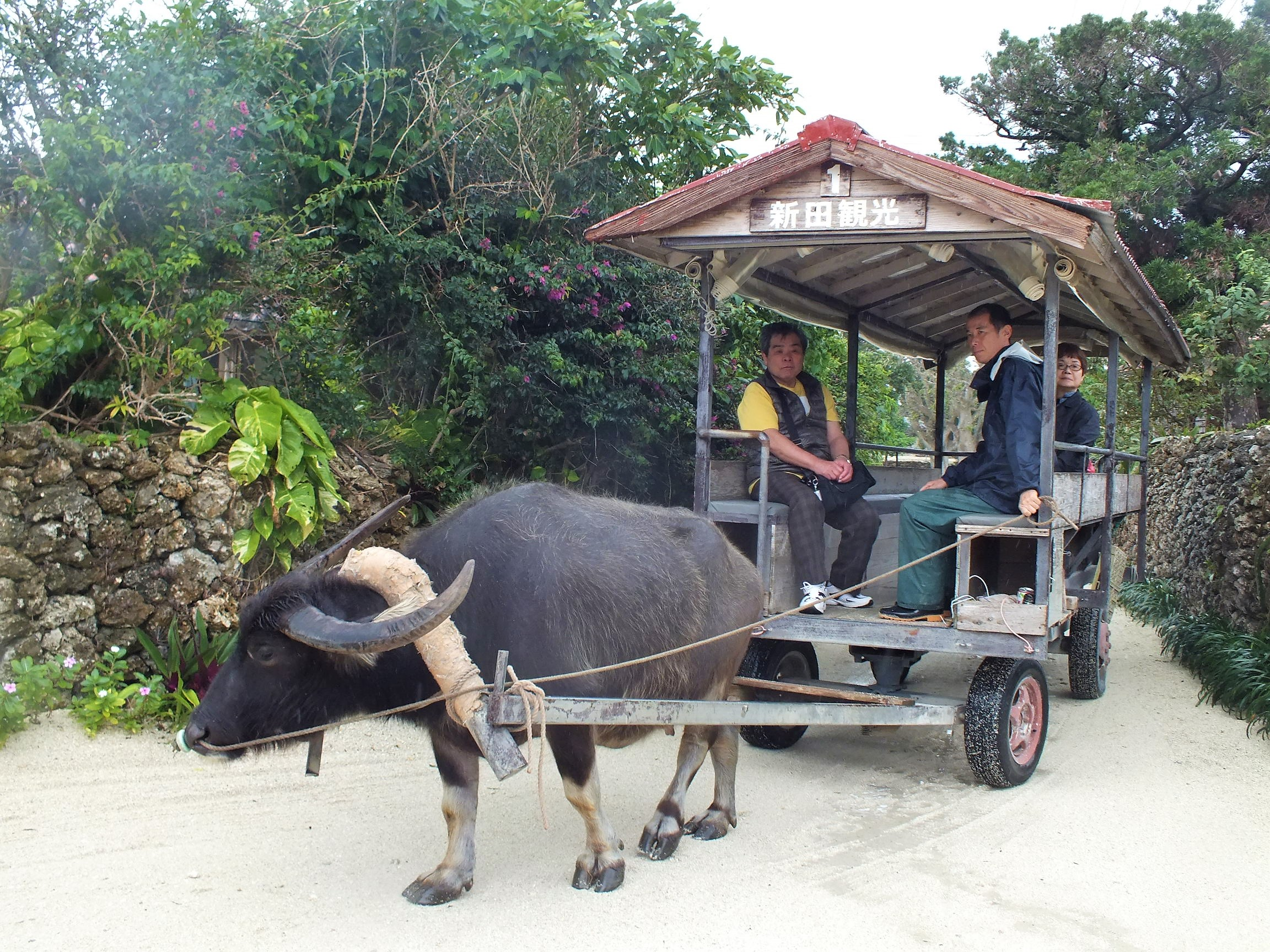
新田観光の水牛車

新田観光（にったかんこう）は、沖縄県八重山郡竹富町の竹富島で観光関連事業を営む自営業者である。

## 概要
水牛車で集落内を案内する水牛車観光や、自転車で島内を周る観光客用のレンタサイクルを行っている。事務所は竹富町字竹富97にあり、赤瓦葺きである。
代表者は、竹富町議会議員・議長で、有限会社竹富島交通及びユーグレナ竹富エビ養殖株式会社の代表取締役も勤める新田長男。

## 行き方
石垣市の石垣港から竹富島竹富港まで高速フェリーに乗船。竹富港から車で約5分（送迎バスあり）。